# 圣诞岛郡
圣诞岛郡（英語：Shire of Christmas Island）是澳大利亚海外领地圣诞岛所在的地方政府区域，设立于1992年，由澳洲政府基礎設施與地區發展部以及一名行政长官管理。圣诞岛郡委员会有9名委员，现任主席是澳大利亚工党的戈登·汤姆森。郡委员会在圣诞岛办公。